# N.E.W.S (Prince-album)
N.E.W.S is een instrumentaal album van de Amerikaanse artiest Prince en werd uitgebracht in 2003. Het album kenmerkt zich door een mix van jazz, jazzfunk en enkele rockmomenten.
Het album is uitgebracht op 19 juni 2003 en was in eerste instantie alleen via de NPG Music Club te verkrijgen, zijn officiële website. Het album werd door critici gemengd ontvangen.

## Nummers
| Nr. | Titel | Duur  |
| --- | ----- | ----- |
| 1.  | North | 14:00 |
| 2.  | East  | 14:00 |
| 3.  | West  | 14:00 |
| 4.  | South | 14:00 |

## Ontstaan
Het album is in zijn geheel opgenomen op 6 februari 2003 in Paisley Park, zijn eigen studiocomplex.

## Muzikanten
De muzikale bezetting op dit album is:
- Prince; gitaar, Fender Rhodes, digitale keyboards en percussie.
- Eric Leeds; tenor en bariton saxofoon.
- John Blackwell; drums.
- Renato Neto; piano en synthesizers.
- Rhonda Smith; akoestische en elektronische basgitaar.
- Clare Fisher; extra strijkersamples op North.

## Lay-out
Op de disc staat een afbeelding van een oude windroos, wat naar de vier windrichtingen verwijst, waar de muziek over is geschreven. De cd-hoes heeft de vorm van een windmolentje. Die is niet zoals verwacht open te maken, maar moet uit elkaar gevouwen worden.